# Podosoje (Srebrenica)
Pour les articles homonymes, voir Podosoje.
Podosoje (en serbe cyrillique : Подосоје) est un village de Bosnie-Herzégovine. Il est situé dans la municipalité de Srebrenica et dans la république serbe de Bosnie. Selon les premiers résultats du recensement bosnien de 2013, il ne compte plus aucun habitant.

## Démographie

### Répartition de la population par nationalités (1991)
En 1991, le village comptait 87 habitants, tous Musulmans (Bosniaques).